# Prasinocyma flavilimes
Prasinocyma flavilimes là một loài bướm đêm trong họ Geometridae.